# Helicotrema
El helicotrema es un pequeño conducto situado en oído interno. Se encuentra situado en el extremo de la cóclea o caracol y tiene la función de permitir la comunicación de la perilinfa entre la rampa vestibular y la rampa timpánica. Las células ciliadas situadas cerca del helicotrema son las encargadas de la detección de las frecuencias más bajas de la escala acústica.

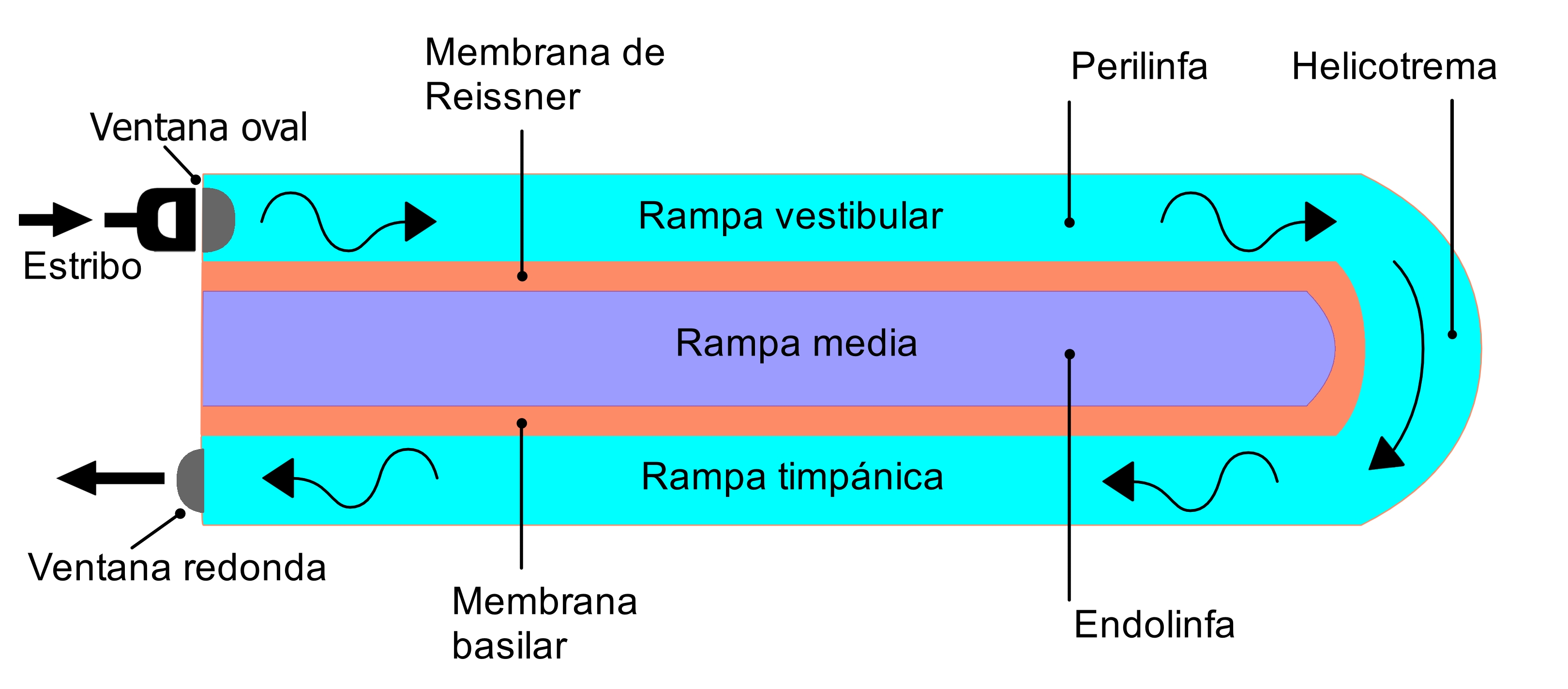
Vista longitudinal de la cóclea en la que son visibles las rampas y el helicotrema.